# Rovos Air

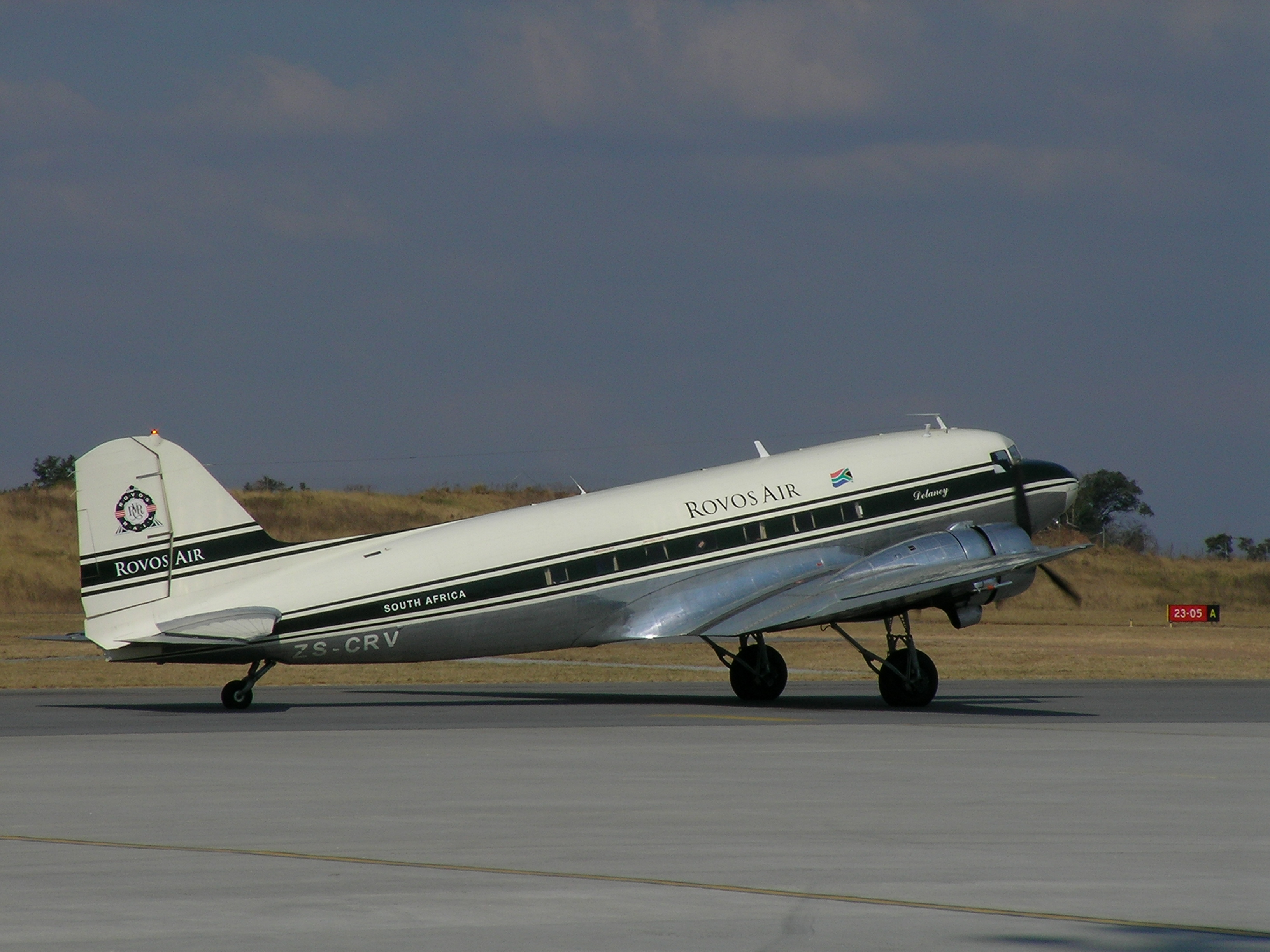
Douglas DC-3 авіакомпанії Air Rovos

Rovos Air — південноафриканська авіакомпанія зі штаб-квартирою в Преторії (ПАР), що працює на ринку чартерних туристичних авіаперевезень між Преторією і водоспадом Вікторія.

## Загальні відомості
Авіакомпанія Rovos Air була заснована в 2002 році власником залізничної компанії Rovos Rail Роханом Восом, якому, зокрема, належить знаменитий суперкомфортабельні поїзд Pride of Africa.
Флот перевізника являє собою ретро-літаки з розкішними пасажирськими салонами, інтер'єр яких цілком поєднується з розкішшю фірмового поїзда «Pride of Africa».

## Флот
Станом на 29 листопада 2009 року повітряний флот авіакомпанії Rovos Air складався з таких літаків:
- 2 Convair CV-440 Metropolitan
- 1 Douglas DC-4 Skymaster
- 1 Douglas DC-3 Dakota